# Sandro Bloudek
Sandro Bloudek (Zenica, 16 februari 1986) is een Sloveens voetballer die als middenvelder speelt.
Bloudek begon in de jeugd bij NK Maribor voor hij in 2004 in de jeugdopleiding van AC Milan terechtkwam. Die club verhuurde hem van 2006 tot 2009 achtereenvolgens aan AC Pistoiese, US Cremonese, Calcio Lecco 1912, FC Chiasso en NK Varteks. Die laatste club nam hem in 2009 definitief over. In het seizoen 2009/10 speelde Bloudek voor HNK Šibenik en in de zomer van 2010 tekende hij voor twee seizoenen bij Oud-Heverlee Leuven waarmee hij in 2011 promoveerde naar de Eerste Klasse. In 2012 stond hij kort onder contract bij Fortuna Sittard en vervolgens bij NK Široki Brijeg in Bosnië. In het seizoen 2013/14 speelde hij voor het Sloveense NK Aluminij. Sinds 2014 speelt hij in Oostenrijk op amateurniveau; kort bij TUS Heiligenkreuz am Waasen en sinds medio 2014 voor USV Mettersdorf.
Bloudek was Sloveens jeugdinternational.